# Audruicq
Audruicq (niederländisch: Ouderwijk) ist eine französische Kleinstadt mit 5349 Einwohnern (Stand: 1. Januar 2022) im Département Pas-de-Calais in der Region Hauts-de-France. Sie gehört seit 2017 zum Arrondissement Calais (zuvor Arrondissement Saint-Omer) und zum Kanton Marck.

## Geographie
Die Kleinstadt Audruicq liegt in Französisch-Flandern, die Gegend wird Bredenarde genannt, und wird im Norden und Osten vom Canal de Calais à Saint-Omer begrenzt. Umgeben wird Audruicq von den Nachbargemeinden Vieille-Église im Norden, Saint-Omer-Capelle und Saint-Folquin im Nordosten, Sainte-Marie-Kerque im Osten, Polincove im Südosten, Zutkerque im Süden und Südwesten, Nortkerque im Westen sowie Nouvelle-Église im Nordwesten. Der Bahnhof von Audruicq liegt an der Bahnstrecke Lille-Calais.

## Geschichte
Balduin II. von Flandern verlieh dem Ort im Jahr 1175 Stadtrechte. Zu einem französischen Ort wurde der Ort 1678 nach dem Frieden von Nijmegen.

### Bevölkerungsentwicklung
| Jahr                       | 1962 | 1968 | 1975 | 1982 | 1990 | 1999 | 2006 | 2013 | 2022 |
| -------------------------- | ---- | ---- | ---- | ---- | ---- | ---- | ---- | ---- | ---- |
| Einwohner                  | 3388 | 3606 | 3616 | 4078 | 4586 | 4555 | 4626 | 5330 | 5349 |
| Quellen: Cassini und INSEE |      |      |      |      |      |      |      |      |      |

## Sehenswürdigkeiten

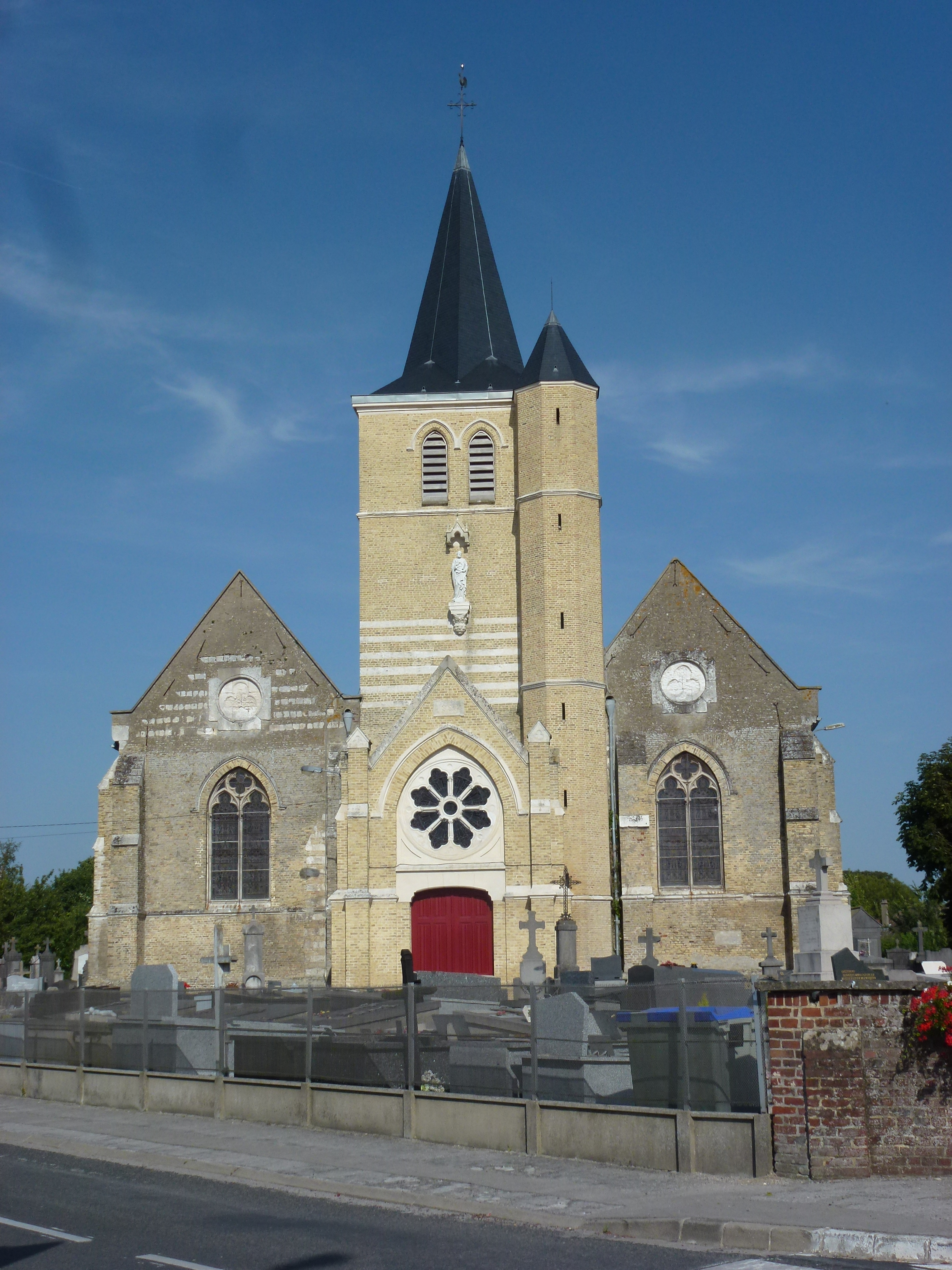
Kirche Saint-Martin
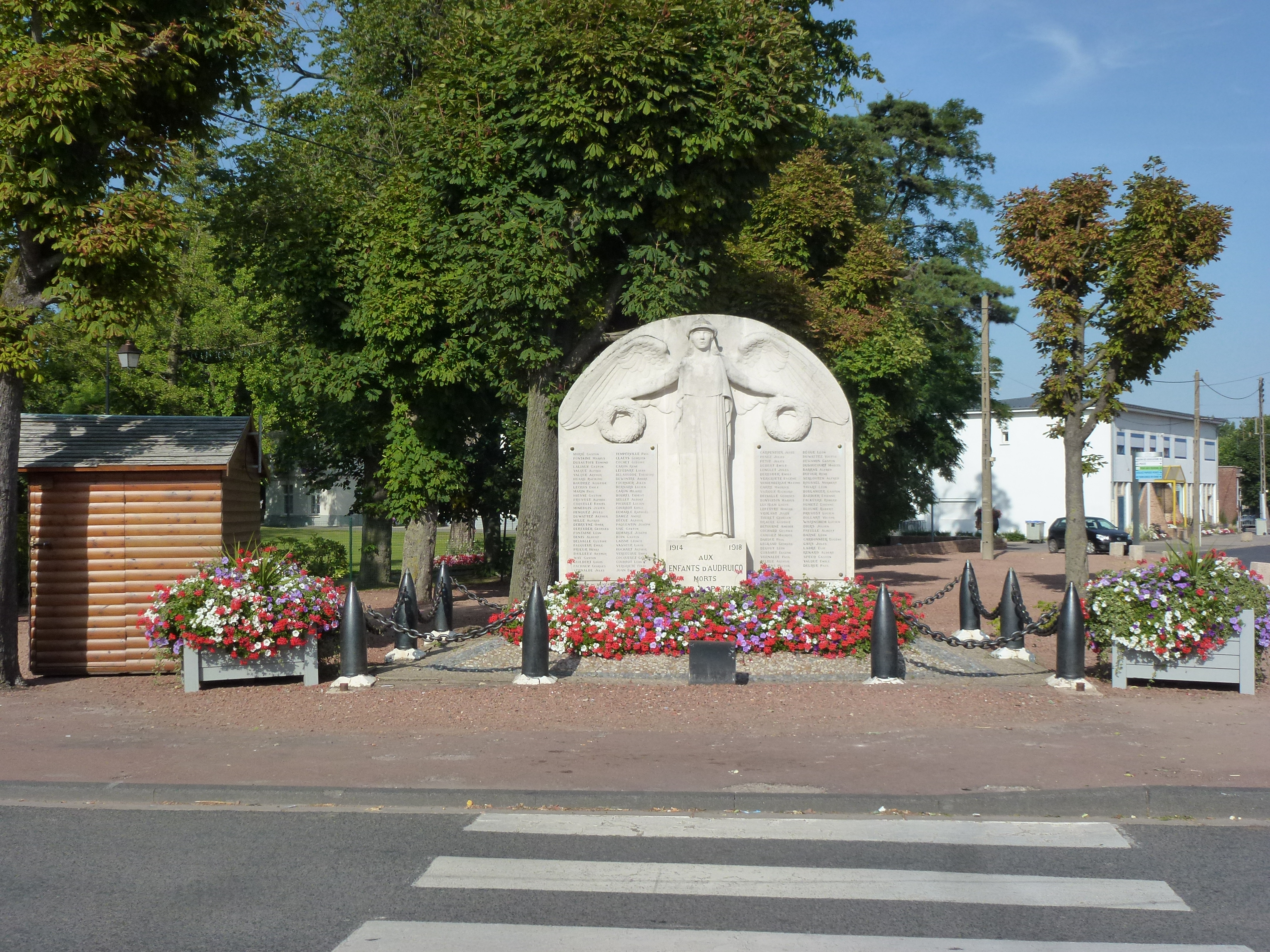
Gefallenendenkmal

- Mühle von Olieux
- Schloss von Audruicq

- Kirche Saint-Martin
- Gefallenendenkmal

## Persönlichkeiten
- Paul Nizan (1905–1940), Schriftsteller
- Gilbert Brazy (* 1902; 1928 beim Flug über die Arktis verschollen)

## Gemeindepartnerschaft
Mit der britischen Gemeinde Hawkhurst in der Grafschaft Kent (England) besteht seit 1998 eine Partnerschaft.